# Thaumaleus armoricanus
Thaumaleus armoricanus is een eenoogkreeftjessoort uit de familie van de Monstrillidae. De wetenschappelijke naam van de soort is voor het eerst geldig gepubliceerd in 1868 door Hesse.